# Симон де Дансер
Симон "де Дансер" Симонсзон (нід. Simon 'de Danser' Simonszoon, прибл. 1579 — бл. 1615) — голландський капер і корсар XVII століття. Також відомий під своїм англіцизованими іменами Симен Данцигер (нід. Siemen Danziger), Зимен Дансекер (англ. Zymen Danseker) та під турецьким Симон-реїс (тур. Simon Reis).
Симон де Дансер і англієць Джек Ворд були двома найвідомішими протестантськими  корсарами, які діяли на Берберському узбережжі на початку XVII століття. Вважається, що обидва командували ескадрами в Алжирі та Тунісі, які за розмірами і потужністю дорівнювали їх європейським супротивникам, і, як союзники, разом представляли грізну морську силу (так само, як флотилія берберських корсарів Аруджа і Хізира Барбаросси в попередньому столітті). Протягом трьохрічного періоду служби в Алжирі на чолі величезної ескадри, що складалась з голландців, англійців і турків, Симон захопив понад 40 кораблів. Де Дансер і Ворд займають чільне місце в книзі «Кітаб аль-Муніс фі Ахбар Іфрикія ва Туніс», написаному туніським письменником та істориком Ібн Абі Дінаром.

## Біографія
Симон Симонсзон народився в Дордрехті в 1579 році, був капітаном і під час Вісімдесятилітньої війні між голандцями і іспанцями отримав від Вільгельма Оранського каперське свідоцтво, яке дозволяло йому законно захоплювати іспанські кораблі. Згодом він оселився в Марселі (Франція) та одружився з дочкою губернатора.

### Кар'єра берберського корсара
У 1607 році Симон викрав корабель і відплив на ньому до Алжиру. Опинившись на службі у Алжирського паші Редвана, він зробив коротку, але сумновідому кар'єру в якості берберського корсара. На думку Іни Б. Маккейб, саме він запровадив використання місцевими корсарами європейських «круглих кораблів» з прямими вітрилами замість поширених до того «довгих» кораблів галерного типу з косими вітрилами.
Незрозуміло, що спонукало де Дансера стати берберським корсаром. Тим не менш, як ворог іспанців він був добре прийнятий в Алжирі і вже протягом року після прибуття він став одним із провідних місцевих реїсів (капітанів), який приводив до Алжиру численні захоплені ним іспанські «призи» — кораблі та полонених. Завдяки своїм подвигам він став відомий серед османів та населення Берберійського узбережжя під іменами Симон-реїс (капітан Симон) і Делі-реїс (Божевільний капітан). Захоплені кораблі Симон залучав до свого флоту, а Алжир забезпечував його людьми та можливістю використання своїх верфей. Крім алжирських мусульман, берберів і арабів, у його флоті служило також багато європейців, переважно голландців і англійців, зокрема Іван Діркі де Веенбур, що пізніше очолював алжирський флот і став відомим як Сулейман-реїс та Ян Янсзон ван Гарлем, відомий серед мусульман під іменем Мурат-реїс (молодший), який в подальшому став відомим як перший адмірал флоту піратської Республіки Сале на узбережжі Марокко. Симон був першим, хто вивів алжирський флот з Гібралтарської протоки і мандрував аж до Ісландії. Пізніше Ісландія піддалася жахливому нападу берберських корсарів у 1616 році.
Протягом трьох років, проведених в Алжирі, Симон захопив щонайменше сорок кораблів, він розбагатів і жив у розкішному палаці. Де Дансер нападав на кораблі під будь-якими прапорами, крім голландських, що ускладнювало торгівлю в Середземному морі для усіх націй. Через це багато країн шукали способів зупинити його атаки — як шляхом збройних контрнападів, так і сплатою дані та хабарів за безпечний прохід або залучення його як капера у власному флоті.
Незабаром Симон де Дансер познайомився з іншими ренегатами, зокрема з англійськими піратами Пітером Істоном і Джеком Вордом. З останнім він уклав могутній союз. В певний момент французький флот під командуванням Де Больє де Парсака, якому допомагали вісім іспанських галер мав шанс захопити де Дансера, але через раптовий шторм йому вдалося втекти. Ще вісім іспанських військових кораблів під командуванням дона Луїса Фахардо та англійська ескадра під командуванням сера Томаса Шорлі також намагалися захопити Симона де Дансера в той час. Деякі з діянь Симона де Дансера згадуються у звіті, написаному Ендрю Баркером у 1609 році.

### Повернення в Європу і загибель
У 1609 році, захопивши іспанський галеон з Валенсії, де Дансер скористався можливістю, щоб передати послання Генріху IV і французькому двору через священиків-єзуїтів на борту. Він хотів повернутися до Марселя, де в нього залишились дружина та діти і прагнув бути виправданим за свої злочини. 17 листопада 1609 року він прибув до Марселя (де на нього чекало помилування) на чотирьох добре озброєних військових кораблях і возз'єднався зі своєю сім'єю. Його прийняв герцог де Гіз, якому Симон де Дансер передав «у подарунок деяких турків, яких одразу відправили на галери», а також значну суму іспанського золота.
Після року перебування в Марселі, французька влада попросила де Дансера очолити експедицію проти корсарів. Незважаючи на чутки про його полон, він повернувся до Франції пізніше того ж року. У 1615 році він був запрошений Людовіком XIII для проведення переговорів про звільнення французьких кораблів, які захопив і утримував в Тунісі Юсуф Дей. Згідно з розповіддю Вільяма Літгоу, Юсуф, притлумивши підозри Симона де Дансера любязним прийомом, виманив його з корабля на берег, де Симона було схоплено і відразу обезголовлено.